# Großsoltbrück
Großsoltbrück (dänisch (Store) Soltbro) ist ein Ortsteil der Gemeinde Großsolt im Kreis Schleswig-Flensburg in Schleswig-Holstein.

## Lage
Direkt südöstlich von Großsoltbrück liegt der Hauptort der Gemeinde, das Dorf Großsolt. Dort am Ortsteilrand von Großsoltbrück liegt die Straße Bregengaard mit mehreren Gebäuden. (Lage). Direkt östlich von Großsoltbrück liegt des Weiteren Mühlenbrück, das ebenfalls zur Gemeinde Großsolt gehört. Ungefähr ein Kilometer nördlich entfernt liegt der Siedlungsbereich des Nachbarortes Kleinsolt-Heidefeld. Den nördlichen und westlichen Ortsrand von Großsoltbrück markiert der Fluss Kielstau. Die westlich über diesen Fluss führende Grühbrücke, die auch Hexenbrücke genannt wird, gehört ebenfalls schon zu Kleinsolt-Heidefeld.

## Hintergrund
Der Ortsname wies ursprünglich lediglich auf eine Brücke beim Dorf Großsolt hin. Ein Großsteingrab bei Großsoltbrück erinnert an jungsteinzeitliche Siedlungsaktivitäten in der Gegend (vgl. Liste der Großsteingräber in Schleswig-Holstein). Im 17. Jahrhundert befand sich direkt südlich von Großsoltbrück das Schloss Bregengaard. Auf dem ehemaligen Schlossgrund verblieb der heutige Bauernhof Bregengaard. Auf der Landkarte der dänischen Landesaufnahme von 1857/1858 und der Karte der Preußischen Landesaufnahme um 1879, auf welcher Husby und Umgebung dargestellt waren, war der Ort Großsoltbrück schon zu erkennen.
Im Jahr 1885 lebten 241 Einwohner in der Gemeinde Großsoltbrück. Nach dem  Zweiten Weltkrieg stieg die Einwohneranzahl wohl auf Grund von Flüchtlingen an. Im Jahr 1961 lebten 281 und 1970 238 Menschen in Großsoltbrück. Am 15. Februar 1970 wurde die selbständige Gemeinde Großsoltbrück, inklusive Bregengaard, schließlich nach Großsolt eingemeindet.